# Filmografia di Martin Scorsese

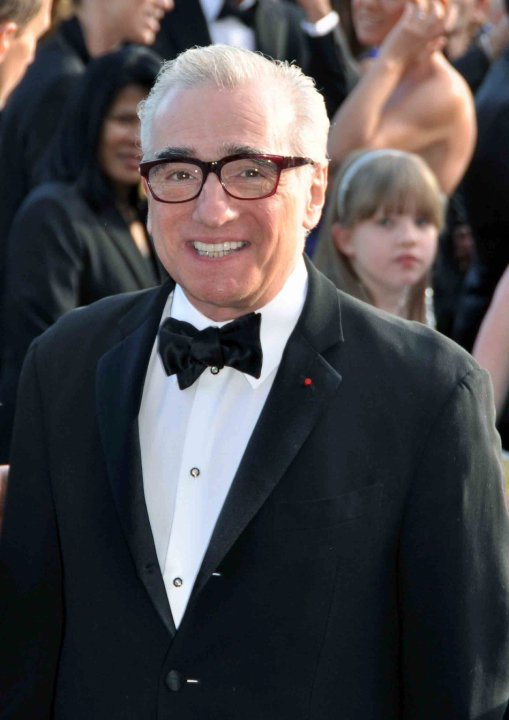
Martin Scorsese al Festival di Cannes 2010

La seguente è la lista dei film di Martin Scorsese, il cui lavoro è iniziato verso la fine degli anni sessanta.
Secondo Box Office Mojo, i film di Scorsese hanno incassato in totale 1,9 miliardi di dollari.

## Filmografia

### Regista

#### Lungometraggi
- Chi sta bussando alla mia porta (Who's That Knocking at My Door) (1967)
- America 1929 - Sterminateli senza pietà (Boxcar Bertha) (1972)
- Mean Streets - Domenica in chiesa, lunedì all'inferno (Mean Streets) (1973)
- Alice non abita più qui (Alice Doesn't Live Here Anymore) (1974)
- Taxi Driver  (1976)
- New York, New York  (1977)
- Toro scatenato (Raging Bull) (1980)
- Re per una notte (The King of Comedy) (1982)
- Fuori orario (After Hours) (1985)
- Il colore dei soldi (The Color of Money) (1986)
- L'ultima tentazione di Cristo (The Last Temptation of Christ) (1988)
- Quei bravi ragazzi (Goodfellas) (1990)
- Cape Fear - Il promontorio della paura (Cape Fear) (1991)
- L'età dell'innocenza (The Age of Innocence) (1993)
- Casinò (Casino) (1995)
- Kundun (1997)
- Al di là della vita (Bringing Out the Dead) (1999)
- Gangs of New York (2002)
- The Aviator (2004)
- The Departed - Il bene e il male (The Departed) (2006)
- Shutter Island (2010)
- Hugo Cabret (Hugo) (2011)
- The Wolf of Wall Street (2013)
- Silence (2016)
- The Irishman (2019)
- Killers of the Flower Moon (2023)

#### Documentari
- New York City... Melting Point (1966)
- Scene di strada 1970 (Street Scenes) (1970)
- Martin Scorsese: Back on the Block (1973)
- Italoamericani (Italianamerican) (1974)
- Ragazzo americano (American Boy: A Profile of Steven Prince) (1978)
- L'ultimo valzer (The Last Waltz) (1978)
- Location Production Footage: The Last Temptation of Christ (1988)
- The King of Ads (1993)
- Un secolo di cinema - Viaggio nel cinema americano di Martin Scorsese (A Personal Journey with Martin Scorsese Through American Movies) (1995)
- Il mio viaggio in Italia (1999)
- Dal Mali al Mississippi (Feel Like Going Home), episodio di The Blues (2002)
- Lady by the Sea: The Statue of Liberty (2004) - TV
- No Direction Home: Bob Dylan (No Direction Home) (2005)
- Shine a Light (2008)
- La parola a Fran Lebowitz (Public Speaking) (2010)
- A Letter to Elia, co-regia di Kent Jones (2010)
- George Harrison: Living in the Material World (2011)
- The 50 Year Argument, co-regia con David Tedeschi (2014)
- Rolling Thunder Revue: A Bob Dylan Story by Martin Scorsese (2019)
- Personality Crisis: One Night Only (2022)

#### Cortometraggi
- Che sta facendo una ragazza carina come te in un posto come questo? (What's a Nice Girl Like You Doing in a Place Like This?) (1963)
- Non sei proprio tu, Murray (It's Not Just You, Murray!) (1964)
- La grande rasatura (The Big Shave) (1967)
- Bad (1987) - Videoclip per Michael Jackson
- Armani 1 (1987) - Spot pubblicitario per Emporio Armani
- Armani 2 (1988) - Spot pubblicitario per Armani Profumo
- Somewhere Down The Crazy River (1989) - Videoclip per Robbie Robertson
- Lezioni dal vero (Life Lessons), episodio di New York Stories (1989)
- Made in Milan (1990)
- The Neighborhood, presentato al Concerto per New York City (2001)
- The Key to Reserva (2007)
- Bleu de Chanel (2010) - Spot pubblicitario
- The One by Dolce & Gabbana (2013) - Spot pubblicitario
- The Audition (film 2015)

### Sceneggiatore
- Che sta facendo una ragazza carina come te in un posto come questo? (What's a Nice Girl Like You Doing in a Place Like This?), regia di Martin Scorsese - cortometraggio (1963)
- Non sei proprio tu, Murray (It's Not Just You, Murray!), regia di Martin Scorsese - cortometraggio (1964)
- New York City... Melting Point, regia di Martin Scorsese - documentario (1966)
- La grande rasatura (The Big Shave), regia di Martin Scorsese - cortometraggio (1967)
- Chi sta bussando alla mia porta (Who's That Knocking at My Door), regia di Martin Scorsese (1967)
- Il buco nella parete (Bezeten - Het gat in de muur), regia di Pim de la Parra (1969)
- Mean Streets - Domenica in chiesa, lunedì all'inferno (Mean Streets), regia di Martin Scorsese (1973)
- Quei bravi ragazzi (Goodfellas), regia di Martin Scorsese (1990)
- L'età dell'innocenza (The Age of Innocence), regia di Martin Scorsese (1993)
- Casinò (Casino), regia di Martin Scorsese (1995)
- Un secolo di cinema - Viaggio nel cinema americano di Martin Scorsese (A Personal Journey with Martin Scorsese Through American Movies), regia di Martin Scorsese - documentario (1995)
- Il mio viaggio in Italia, regia di Martin Scorsese - documentario (1999)
- Lady by the Sea: The Statue of Liberty, regia di Martin Scorsese - documentario (2004)
- A Letter to Elia, regia di Martin Scorsese - documentario (2010)
- Silence, regia di Martin Scorsese (2016)
- Killers of the Flower Moon, regia di Martin Scorsese (2023)

### Produttore
- La grande rasatura (The Big Shave), regia di Martin Scorsese - cortometraggio (1967)
- Rischiose abitudini (The Grifters), regia di Stephen Frears (1990)
- Lo sbirro, il boss e la bionda (Mad Dog and Glory), regia di John McNaughton (1993)
- Con gli occhi chiusi, regia di Francesca Archibugi, (1994)
- Un secolo di cinema - Viaggio nel cinema americano di Martin Scorsese (A Personal Journey with Martin Scorsese Through American Movies), regia di Martin Scorsese - documentario (1995)
- Clockers, regia di Spike Lee (1995)
- Hi-Lo Country (The Hi-Lo Country), regia di Stephen Frears (1998)
- L'anima di un uomo (The Soul of a Man), regia di Wim Wenders - documentario (2003)
- The Aviator, regia di Martin Scorsese (2004) - non accreditato
- No Direction Home: Bob Dylan (No Direction Home), regia di Martin Scorsese - documentario (2005)
- The Young Victoria, regia di Jean-Marc Vallée (2009)
- Shutter Island, regia di Martin Scorsese (2010)
- Hugo Cabret (Hugo), regia di Martin Scorsese (2011)
- Surviving Progress, regia di Mathieu Roy e Harold Crooks (2011)
- Cose nostre - Malavita (The Family), regia di Luc Besson (2013)
- The Wolf of Wall Street, regia di Martin Scorsese (2013)
- Bleed - Più forte del destino (Bleed for This), regia di Ben Younger (2016)
- Free Fire, regia di Ben Wheatley (2016)
- Punto di non ritorno - Before the Flood (Before the Flood), regia di Fisher Stevens (2016)
- Silence, regia di Martin Scorsese (2016)
- A Ciambra, regia di Jonas Carpignano (2017)
- L'uomo di neve (The Snowman), regia di Tomas Alfredson (2017)
- Edison - L'uomo che illuminò il mondo (The Current War), regia di Alfonso Gomez-Rejon (2017)
- The Souvenir, regia di Joanna Hogg (2019) - produttore esecutivo
- Diamanti grezzi (Uncut Gems), regia di Josh e Benny Safdie (2019) - produttore esecutivo
- Shirley, regia di Josephine Decker (2020)
- Pieces of a Woman, regia di Kornél Mundruczó (2020) - produttore esecutivo
- The Souvenir: Part II, regia di Joanna Hogg (2021) - produttore esecutivo
- Il collezionista di carte (The Card Counter), regia di Paul Schrader (2021) - produttore esecutivo
- Maestro, regia di Bradley Cooper (2023)
- Die, My Love, regia di Lynne Ramsay (2025)

### Attore
- Chi sta bussando alla mia porta (Who's That Knocking at My Door), regia di Martin Scorsese (1969)
- America 1929 - Sterminateli senza pietà (Boxcar Bertha), regia di Martin Scorsese (1972)
- Mean Streets - Domenica in chiesa, lunedì all'inferno (Mean Streets), regia di Martin Scorsese (1973)
- Italoamericani (Italianamerican), regia di Martin Scorsese (1974)
- Taxi Driver, regia di Martin Scorsese (1976)
- Cannonball, regia di Paul Bartel (1976)
- Il pap'occhio, regia di Renzo Arbore (1980)
- Toro scatenato (Raging Bull), regia di Martin Scorsese (1981)
- Re per una notte (The King of Comedy), regia di Martin Scorsese (1983)
- Anna Pavlova, regia di Emil Vladimirovici Loteanu (1983)
- Fuori orario (After Hours), regia di Martin Scorsese (1985) - non accreditato
- Round Midnight - A mezzanotte circa (Round Midnight), regia di Bertrand Tavernier (1986)
- Lezioni dal vero (Life Lessons), episodio di New York Stories, regia di Martin Scorsese (1989) - non accreditato
- Sogni, regia di Akira Kurosawa (1990)
- Indiziato di reato - Guilty by Suspicion (Guilty by Suspicion), regia di Irwin Winkler (1991)
- L'età dell'innocenza (The Age of Innocence), regia di Martin Scorsese (1993) - non accreditato
- Quiz Show, regia di Robert Redford (1994)
- Cerca e distruggi (Search and Destroy), regia di David Salle (1995)
- Scene by Scene - serie TV, 1 episodio (1998)
- La dea del successo (The Muse), regia di Albert Brooks (1999)
- The Neighborhood, cortometraggio presentato al Concerto per New York City, regia di Martin Scorsese (2001)
- Curb Your Enthusiasm - serie TV, 2 episodi (2002)
- Gangs of New York, regia di Martin Scorsese (2002) - non accreditato
- Il cineasta e il labirinto - documentario - regia di Roberto Andò (2002)
- Entourage - serie TV, 2 episodi (2008)
- Hugo Cabret, regia di Martin Scorsese (2011) - non accreditato
- The Audition, regia di Martin Scorsese (2015) - cortometraggio
- Silence, regia di Martin Scorsese (2016) - non accreditato
- Sergio Leone - L'italiano che inventò l'America, regia di Francesco Zippel (2022)
- Killers of the Flower Moon, regia di Martin Scorsese (2023) - non accreditato

### Doppiatore
- Il colore dei soldi (The Color of Money), regia di Martin Scorsese (1986) - non accreditato
- Rischiose abitudini (The Grifters), regia di Stephen Frears (1990) - non accreditato
- Al di là della vita (Bringing Out the Dead), regia di Martin Scorsese (1999)
- Shark Tale, regia di Bibo Bergeron, Vicky Jenson e Rob Letterman (2004)
- The Aviator, regia di Martin Scorsese (2004) - non accreditato
- 30 Rock - serie TV, 1 episodio (2009)

## Televisione
- Storie incredibili (Amazing Stories), 1x19 (1986)
- Boardwalk Empire - L'impero del crimine (Boardwalk Empire), 1x1 (2010)
- Vinyl, 1x1 (2016)
- The Studio, 1x1 (2025)